# Алешино (Дмитровский городской округ)
Алешино — деревня в Дмитровском районе Московской области, в составе Сельского поселения Большерогачёвское. До 2006 года Алешино входило в состав Большерогачевского сельского округа.

## Расположение
Деревня расположена на северо-западе района, примерно в 24 км северо-западнее Дмитрова, на запруженной малой речке Малиновка (правом притоке реки Лбовка), высота центра над уровнем моря 159 м. Ближайшие населённые пункты — деревня Абрамцево на востоке, Черны на юге, Назарово на западе и Рогачёво с Малым Рогачево — на севере.

## Население
| 2002 | 2006 | 2010 |
| ---- | ---- | ---- |
| 11   | ↗18  | ↘13  |